# Carta als Hebreus

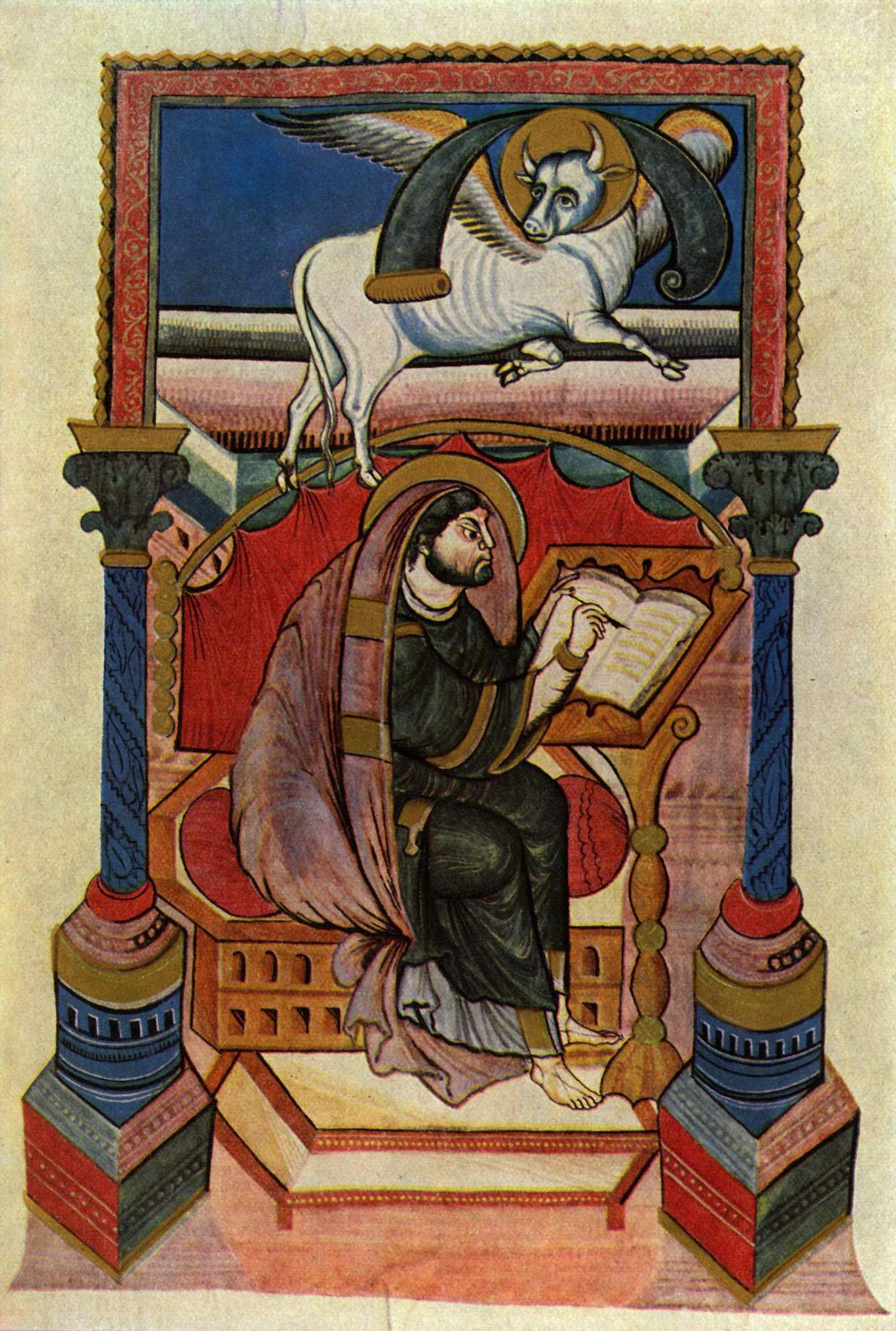
Lluc l'evangelista, un dels possibles autors, segons una representació alemanya del.

La Carta als Hebreus o Epístola als Hebreus és un dels vint-i-set llibres del Nou Testament de la Bíblia.
La carta és un escrit singular dins del conjunt del Nou Testament. L'estil literari és totalment diferent dels escrits de l'apòstol Pau, el pensament penetrant, i no gaire fàcil d'entendre. Més que una carta és considerat com una Homilia.

## Autoria
És l'única epístola que no conté cap referència al seu autor, tradicionalment atribuïda a l'apòstol Pau. Alguns teòlegs creuen que va ser escrita per un seguidor de Pau, potser Apol·lo. Entre altres candidats a ser considerats autors de l'epístola, s'ha esmentat a Lluc, Bernabé, Climent de Roma i Apol·ló. La idea que fou aquest últim, fou proposada per Luter, i és considerada una hipòtesi per alguns autors actuals. Apol·lo, jueu alexandrí esmentat en els Fets dels Apòstols (cf. Hch 18,25) i en la Primera carta als Corintis (1 Cor 1,11-12; 4,6-7; 16,12), havia estat deixeble de Filó, mestre de pensaments semblants als de l'epístola. També se sap que en les seves prèdiques Apol·lo feia freqüents referències a l'Antic Testament.

## Contingut
El centre del pensament de la Carta als Hebreus, és el misteri de Jesucrist, Fill de Déu. Gran sacerdot i salvador eficaç pel seu sacrifici. Ell ens purifica del pecat. Els sacrificis antics són símbols fracassats de purificació. Jesucrist és l'únic sacrifici verdader, és la resposta cristiana a la salvació humana.

## Canonicitat
La seva canonicitat fou discutida en els primers segles del cristianisme. El Fragment Muratorià l'exclou del cànon oficial. Climent d'Alexandria i Orígenes són reticents a aquest escrit. I les esglésies occidentals més sensibles a les diferències amb les cartes de Pau no van inscriure'l fins al segle iv en les llistes del cànon de les Escriptures.